# Codi ATC V09
El  codi ATC V09, descrit com Productes radiofarmacèutics per a diagnòstic, és una subgrup terapèutic de l'Anatomical, Therapeutic, Chemical Classification System (ATC). La classificació ATC és un sistema de codis alfanumèric desenvolupat per l'Organització Mundial de la Salut (OMS) per als fàrmacs i altres productes sanitaris. El subgrup V09 és part del grup anatòmic V Altres.

Els codis per a ús veterinari (codis ATCvet) poden han estat creats afegint la lletra Q davant dels codis ATC humans: QV09... 
Les adaptacions estatals de la classificació ATC poden incloure codis addicionals no presents en aquesta llista, que segueix la versió de l'OMS.

## V09ASistema nerviós central
V09A A Composts amb Tc (99mTc)
V09A B Composts amb iode (123 I)
V09A X Altres productes radiofarmacèutics per al diagnòstic del sistema nerviós central

## V09BEsquelet
V09B A Composts amb Tc (99mTc)
V09C Sistema renal
V09C A Composts amb Tc (99mTc)
V09C X Altres productes radiofarmacèutics per al diagnòstics del sistema renal

## V09DFetgei sistemareticle endotelial
V09D A Composts amb Tc (99mTc)
V09D B Partícules i col·loides amb Tc (99mTc)
V09D X Altres radiofarmacèutics diagnòstics per al fetge i el sistema reticle endotelial

## V09EAparell respiratori
V09E A Inhalants amb Tc (99mTc)
V09E B Partícules de Tc (99mTc) per a injecció
V09E X Altres productes radiofarmacèutics per al diagnòstics de l'aparell respiratori

## V09FTiroide
V09F X Productes radiofarmacèutics per al diagnòstics de la tiroide, alguns

## V09GSistema cardiovascular
V09G A Composts amb Tc (99mTc)
V09G B Composts amb iode (125 I)
V09G X Altres productes radiofarmacèutics per al diagnòstics del sistema cardiovascular

## V09H Detecció d'inflamacióiinfeccions
V09H A Composts amb Tc (99mTc)
V09H B Composts amb indi (111In)
V09H X Altres productes radiofarmacèutics per a la detecció de la inflamació i les infeccions

## V09I Detecció detumors
V09I A Composts amb Tc (99mTc)
V09I B Composts amb indi (111In)
V09I X Altres productes radiofarmacèutics per a la detecció de tumors

## V09X Altres productes radiofarmacèutics per a diagnòstics
V09X A Composts amb iode (131 I)
V09X X Productes radiofarmacèutics per a diagnòstic, altres